# هاردنویل (میزوری)
هاردنویل (به انگلیسی: Hardenville) یک منطقهٔ مسکونی در ایالات متحده آمریکا است که در میزوری واقع شده‌است. هاردنویل ۲۹۴ متر بالاتر از سطح دریا واقع شده‌است.